# Альянс молочного чая

Флаг «Альянс молочного чая», созданный пользователями сети. Цвета представляют (слева направо) тайский чай с молоком, гонконгский чай с молоком и тайваньский чай с молоком.

«Альянс молочного чая» (англ. Milk Tea Alliance) — онлайн-движение за демократию и права человека, состоящее в основном из интернет-пользователей Гонконга, Тайваня, Таиланда и Мьянмы. Первоначально оно начиналось как интернет-мем, созданный в ответ на увеличение присутствия китайских комментаторов-маоистов в социальных сетях, и превратился в динамичное многонациональное протестное движение против авторитаризма и в защиту демократии. Помимо четырёх упомянутых основных стран, движение также установило значительное присутствие на Филиппинах, в Индии, Малайзии, Индонезии, Беларуси и Иране.

## Название
Молочный чай — популярный напиток в Гонконге, Тайване и Таиланде, первых трёх странах, включённых в движение. Пользователи сети из Мьянмы и Индии, которые позже присоединились, также делятся своими вариантами чая с молоком. Тайваньский чай с шариками, гонконгский молочный чай, тайский чай и мьянманский леппет-со — всё это местные разновидности молочного чая, имеющие большое сходство.

## История

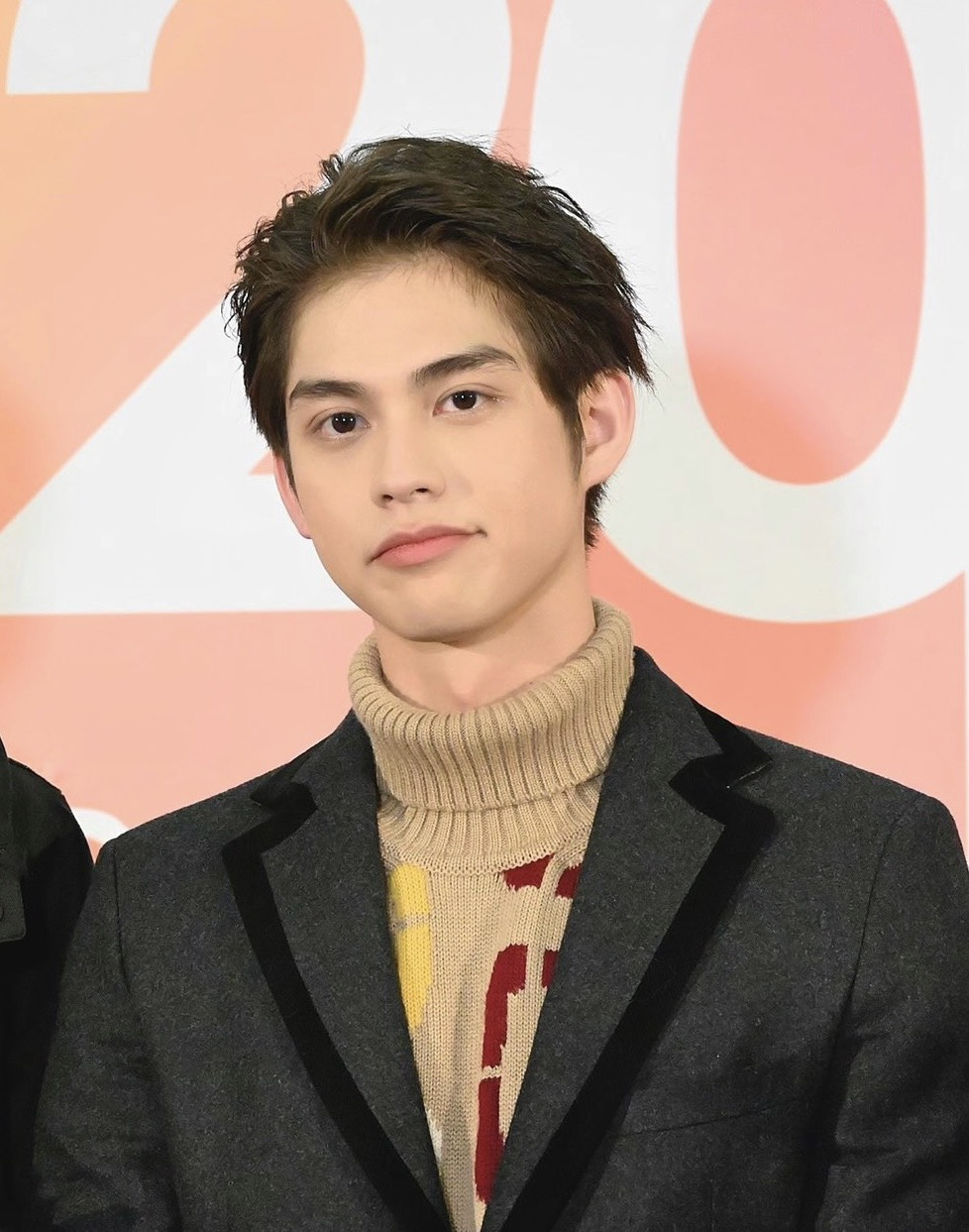
Вачиравит Чиваари

В апреле 2020 года во время протестов в Гонконге 2019—2020 годов тайский актёр Вачиравит Чиваари, звезда тайского лакорна «Потому что мы вместе», который также был популярен в Китае, опубликовал в Twitter изображение, на котором Гонконг указан как «страна», несмотря на то, что на самом деле это особый административный район Китая. Его пост вызвал негативную реакцию китайских пользователей сети, которые напали на него в социальных сетях и призвали бойкотировать шоу с его участием. Вачиравит извинился и удалил изображение, но китайские пользователи сети вскоре обнаружили пост его подруги, модели Вираи «Нневви» Сукарам, от 2017 года, в котором содержался намёк, что Тайвань является независимой страной, несмотря на то, что на него претендует Китай (Таиланд в настоящее время поддерживает официальные отношения с Китаем и неформальные отношения с Тайванем). Атаки китайских интернет-пользователей продолжались с оскорблениями в адрес различных аспектов Таиланда, включая тайского короля Вачиралонгкорна и премьер-министра Праюта Чан-Очи. Тайские пользователи сети вышли в социальные сети и защитили Вачиравита, превратив свою критику в более общую критику Китая, начав войну в Twitter с хэштегом #nnevvy. Посольство Китая в Бангкоке опубликовало в Facebook длинное заявление, в котором осуждает онлайн-критику, после чего началась ожесточённая цифровая битва между тайскими пользователями сети и посольством Китая. В Таиланде поддержка борьбы Гонконга и Тайваня против китайского вторжения объединила разрозненные группы протестующих за демократию, антипекинские настроения которых стали частью их антиавторитарной платформы.
Пользователи Twitter на Тайване и в Гонконге вскоре присоединились к тайским интернет-пользователям в том, что The Telegraph назвала «редким моментом региональной солидарности». Паллаби Мунси в статье для OZY в июле 2020 года описал «Альянс молочного чая» как «армию добровольцев Азии, восставшую против китайских интернет-троллей».
В апреле 2021 года Twitter создал смайлик в поддержку «Альянс молочного чая» после антипекинских протестов в Гонконге и переворота в Мьянме в 2021 году, что ознаменовало годовщину «Альянс молочного чая».

Карта «Альянса молочного чая». Индия включена в некоторые сценарии.

После вооружённых столкновений между Китаем и Индией в 2020 году Индия также была включена в Альянс, где чай масала стал их репрезентативной разновидностью молочного чая. Политики как на Тайване, так и в Индии подчеркнули существование «Альянса молочного чая», в том числе тайваньский представитель в США Сяо Би Хим, который использовал хэштег Альянса в своём твите, поблагодарив индийцев за их поддержку. После того, как Австралия призвала к расследованию действий Всемирной организации здравоохранения в отношении вируса COVID-19, вызвавшего всемирную пандемию в 2020 году, Китай пригрозил потребительским бойкотом, если Австралия не откажется от своих требований о проведении расследования. Затем пользователи сети включили Австралию в состав «Альянса молочного чая», однако связь с молочным чаем оказалась незначительна, поскольку молочный продукт Aptamil заменяет на изображениях реальную разновидность молочного чая.
В августе 2020 года возобновились демократические протесты в Таиланде, крупнейшие после военного переворота 2014 года, которые получили поддержку и солидарность жителей Тайваня и Гонконга, включая активиста Джошуа Вонга. Хэштег #MilkTeaAlliance активно использовался протестующими. Белорусские протесты 2020 года вспыхнули в августе после несогласия оппозиции с результатами президентских выборов. Активисты из страны, вдохновлённые «Альянсом молочного чая», стали использовать ряженку, традиционный кисломолочный продукт Беларуси, России и Украины, как символ сопротивления режиму Александра Лукашенко.
В феврале 2021 года, после военного переворота в Мьянме в 2021 году, начались протесты, поддержанные Альянсом. Иллюстрация тайского художника Сины Виттаявиродж, на которой изображён тайский, тайваньский, гонконгский, индийский и мьянманский чай с молоком под заголовком «Альянс молочного чая», стала вирусной. Протестующие против переворота прочно интегрировались в протестное онлайн-движение.
The Diplomat описывает «Альянс молочного чая», несмотря на то, что он не был официально оформлен, как продемократическую альтернативу АСЕАН. В частности, в случае с Мьянмой The Diplomat считает, что это «центральная сила, формирующая то, как молодёжь Мьянмы понимает текущую битву между протестующими за демократию и их гораздо лучше вооружёнными противниками, с которой сталкивается и другая молодёжь в соседних странах».